# Odontocera nevermanni
Odontocera nevermanni är en skalbaggsart som beskrevs av Fisher 1930. Odontocera nevermanni ingår i släktet Odontocera och familjen långhorningar.
Artens utbredningsområde är Costa Rica. Inga underarter finns listade i Catalogue of Life.